# Andreas Kofler
Pour les articles homonymes, voir Kofler.
Andreas Kofler, né le 17 mai 1984 à Innsbruck, est un sauteur à ski autrichien actif depuis 2002. 
Médaillé d'argent en individuel aux Jeux olympiques de Turin en 2006 et double champion olympique par équipe en 2006 et 2010, il a gagné la Tournée des quatre tremplins en 2010 et un total de douze concours en Coupe du monde.

## Carrière
Licencié au SV Innsbruck-Bergisel comme son coéquipier Gregor Schlierenzauer, Andreas Kofler fait ses débuts en Coupe du monde durant la saison 2002-2003 et accède au podium dès sa sixième apparition lors du concours de Titisee-Neustadt où il se classe troisième, avant de terminer quatrième de la Tournée des quatre tremplins. Il s'ensuit deux saisons sans grande réussite pour Kofler.
Peu avant les Jeux olympiques d'hiver de 2006, il gagne pour la première fois en Coupe du monde à Willingen. Puis, durant ces Jeux olympiques, il remporte avec Andreas Widhölzl, Martin Koch et Thomas Morgenstern la médaille d'or par équipes. Il a gagné aussi une médaille d'argent en individuel sur le grand tremplin, un dixième de point derrière Morgenstern, qui obtient des meilleures notes de style, malgré des sauts similaires.
En 2007 à Sapporo, il remporte son premier titre mondial par équipes avec Wolfgang Loitzl, Gregor Schlierenzauer et Morgenstern. Il y est aussi sixième au petit tremplin. Pour finir la saison 2006-2007, il prend la deuxième place de la Tournée nordique derrière Adam Malysz.
Il commence bien la saison 2007-2008 avec deux deuxièmes places à Trondheim et Engelberg, derrière Morgenstern. Il chute cependant sur la Tournée des quatre tremplins à Oberstdorf, où il se blesse légèrement.
En 2009, auteur d'une saison moyenne, il n'est pas sélectionné aux Championnats du monde de Liberec.
Lors de l'hiver 2009-2010, il est de nouveau victorieux en Coupe du monde à Oberstdorf, ce qui contribue à son succès final sur la Tournée des quatre tremplins, devant ses supporters autrichiens. Il conserve son titre olympique par équipes aux Jeux de Vancouver 2010, tandis qu'il est quatrième au grand tremplin.
Aux Championnats du monde 2011, l'équipe autrichienne est au sommet. Kofler termine deuxième de l'épreuve en petit tremplin derrière Morgenstern et prend part aux victoires des Autrichiens aux deux concours par equipes. Il avait gagné trois concours dans la Coupe du monde avant cette compétition.
Malgré des problèmes de dos qu'il endure en 
2011 pendant des mois, il parvient à exprimer son explosivité au tremplin et enregistre ses meilleurs résultats d'ensemble en 2011-2012, où il domine cinq concours de Coupe du monde, dont la manche d'Innsbruck à la Tournée des quatre tremplins, pour se classer troisième au général (de la Tournée et de la Coupe du monde). Il obtient son ultime médaille en championnat lors des Mondiaux de vol à ski à Vikersund, où il remporte son deuxième titre par équipes.
En 2012-2013, il passe au 17e rang mondial, mais montre son niveau passé à plusieurs reprises, gagnant ses onzième et douzième manches de Coupe du monde à Engelberg et Sotchi. En 2014, alors laissé hors de la sélection autrichienne pour les Jeux olympiques, il ajoute une ultime victoire en Coupe du monde à son palmarès, à l'occasion de la compétition par équipes de Planica (quinzième victoire collective). Il devient aussi cette année double champion d'Autriche en individuel, après de multiples podiums les hivers précédents.
En décembre 2016, après près de trois ans sans podium et de méforme, il parvient à terminer troisième en Coupe du monde sur le grand tremplin d'Engelberg derrière Michael Hayböck et Peter Prevc. Il s'agit là de son 36e et ultime podium individuel en Coupe du monde.
Pour la saison 2017-2018, il passe au niveau inférieur de la Coupe continentale. Il ne marque plus aucun point dans la Coupe du monde dès alors.
Il prend sa retraite sportive en 2019. En dehors du saut à ski, il est policier de profession.

## Palmarès

### Jeux olympiques
| Épreuve / Édition | Turin 2006 | Vancouver 2010 |
| Petit tremplin    | 11e        | 19e            |
| Grand tremplin    | Argent     | 4e             |
| Par équipes       | Or         | Or             |

### Championnats du monde
| Épreuve / Édition          | Val di Fiemme 2003 | Sapporo 2007 | Oslo 2011 |
| Petit tremplin             |                    | 6e           | Argent    |
| Grand tremplin             |                    | 8e           |           |
| Par équipes grand tremplin | 5e                 | Or           | Or        |
| Par équipes petit tremplin | 5e                 |              | Or        |

### Championnats du monde de vol à ski
| Épreuve / Édition | Kulm 2006 | Oberstdorf 2008 | Vikersund 2012 |
| Individuel        | 14e       | 16e             | 6e             |
| Par équipes       | 4e        | Or              | Or             |

### Coupe du monde
- Meilleur classement général : 3e en 2012.
- Vainqueur de la Tournée des quatre tremplins en 2010.
- 61 podiums :
  - 36 podiums individuels : 12 victoires, 13 deuxièmes places et 11 troisièmes places.
  - 25 podiums par équipes : 15 victoires, 5 deuxièmes places et 5 troisièmes places.

#### Victoires individuelles
| Année | Lieu                                                                                   |
| 2006  | Willingen (Allemagne)                                                                  |
| 2010  | Oberstdorf (Allemagne)                                                                 |
| 2011  | Kuusamo (Finlande), Engelberg (Suisse), Sapporo (Japon)                                |
| 2012  | Kuusamo (Finlande), Engelberg (Suisse), Innsbruck (Autriche), Lillehammer x2 (Norvège) |
| 2013  | Engelberg, (Suisse), Sotchi (Russie)                                                   |

#### Classements en Coupe du monde
| Année     | Classement général final |
| 2002-2003 | 16e                      |
| 2003-2004 | 21e                      |
| 2004-2005 | 40e                      |
| 2005-2006 | 7e                       |
| 2007-2008 | 13e                      |
| 2008-2009 | 36e                      |
| 2009-2010 | 4e                       |
| 2010-2011 | 4e                       |
| 2011-2012 | 3e                       |
| 2012-2013 | 17e                      |
| 2013-2014 | 12e                      |
| 2014-2015 | 29e                      |
| 2015-2016 | 38e                      |
| 2016-2017 | 23e                      |

### Grand Prix
- 3e du classement général en 2007.
- 5 podiums individuels, dont 2 victoires.
- 4 victoires par équipes.

### Coupe continentale
- 7 podiums, dont 3 victoires.